# Deutschland im Mittelalter
Der Artikel Deutschland im Mittelalter bietet einen geschichtlichen Überblick über die Zeit des Mittelalters im Gebiet des heutigen Deutschlands von etwa 800 bis etwa 1500.
Das karolingische Frankenreich, das um 800 zur neuen Großmacht in Europa aufgestiegen war, zerfiel im 9. Jahrhundert in das Westfranken- und das Ostfrankenreich, die frühmittelalterlichen „Keimzellen“ Frankreichs und Deutschlands, wenngleich sich noch lange Zeit danach keine „deutsche Identität“ entwickelte. In Ostfranken stiegen im 10. Jahrhundert die Liudolfinger (Ottonen) auf. Sie erlangten die westliche „römische“ Kaiserwürde und legten die Grundlage für das römisch-deutsche Reich, das keinen nationalen, sondern vielmehr einen supranationalen Charakter hatte. Es wurde seit dem späten 13. Jahrhundert auch als Heiliges Römisches Reich bezeichnet und umfasste bis in die Frühe Neuzeit Reichsitalien.
Die römisch-deutschen Könige und Kaiser sahen sich im Rahmen der Translationstheorie in der Tradition des antiken Römischen Reichs. Ottonen und die nachfolgenden Herrscherhäuser der Salier und Staufer stützten sich in unterschiedlicher Ausprägung auf die Reichskirche und erhoben in Bezug auf das erneuerte Kaisertum einen universalen Geltungsanspruch. Im Verlauf des Mittelalters kam es daher wiederholt zu Auseinandersetzungen zwischen den beiden Universalgewalten Kaisertum (Imperium) und Papsttum (Sacerdotium). Besonders ausgeprägt waren diese Konflikte während des Investiturstreits im späten 11./frühen 12. Jahrhundert, in spätstaufischer Zeit und dann noch einmal in der ersten Hälfte des 14. Jahrhunderts.
In spätstaufischer Zeit verlor das Königtum an Macht, ebenso ging der Einfluss des Reichs im lateinischen Europa zurück. Die römisch-deutschen Könige verfügten allerdings im Gegensatz zu den westeuropäischen Königen Englands und Frankreichs ohnehin nicht über eine allzu starke zentrale Herrschaftsgewalt, vielmehr wurde der Aspekt konsensualer Herrschaft im Verbund mit den Großen des Reiches betont. Die Stellung der zahlreichen weltlichen und geistlichen Landesherren gegenüber dem Königtum wurde im Spätmittelalter weiter gestärkt, wobei seit der zweiten Hälfte des 13. Jahrhunderts die Kurfürsten ein exklusives Königswahlrecht beanspruchten. Die Goldene Bulle von 1356 legitimierte endgültig eine kurfürstliche Wahlmonarchie, wenngleich seit Mitte des 15. Jahrhunderts die Habsburger bis zum Ende des Reiches im Jahr 1806 fast kontinuierlich die Kaiser stellten. Das Königtum musste sich im Spätmittelalter vor allem auf die eigene Hausmachtpolitik stützen und konnte effektiv nur noch im Süden und teils dem Rheingebiet eingreifen.

## Voraussetzungen
In der historischen Forschung ist bis heute umstritten, ab wann von Deutschland und ab wann vom deutschen Volk gesprochen werden kann. Die ältere, stark national geprägte Forschung postulierte die Gleichsetzung von Germanen mit den Deutschen im mittelalterlichen Reich. Dieser Ansatz ist problematisch und die neuere Forschung lehnt ihn ab, denn dabei wird eine bewusste Eigenidentität vorausgesetzt. Die moderne Forschung versteht Ethnogenese hingegen nicht als biologischen, sondern als sozialen Prozess, in dessen Verlauf sich eine Identität im Rahmen eines komplexen Entwicklungsprozesses erst langsam herausbildet. Hinzu kommt, dass eine Sprachgemeinschaft nicht einfach mit einer ethnischen Gemeinschaft gleichgesetzt werden kann. Die Auswertung der zeitgenössischen Quellen ergibt denn auch nicht das Bild von „deutschen Stämmen“, die sich im 9. Jahrhundert bewusst in einem eigenen Reich (dem Ostfrankenreich) zusammengeschlossen haben. Als Orientierungspunkt diente vielmehr bis weit ins 11. Jahrhundert hinein das Frankenreich.
Erst im 11. Jahrhundert taucht der Begriff rex Teutonicorum („König der Deutschen“) für den ostfränkischen/römisch-deutschen Herrscher auf, allerdings als Fremdbezeichnung durch anti-kaiserliche Kreise, denn die römisch-deutschen Herrscher haben sich selbst nie so bezeichnet, sondern als rex Romanorum („König der Römer“). Für die mittelalterlichen römisch-deutschen Herrscher waren die deutschsprachigen Gebiete ein wichtiger Teil des Reiches, das aber daneben auch Reichsitalien und das Königreich Burgund umfasste. Aufgrund der Reichsidee, die die Anknüpfung an das antike Römerreich und eine heilsgeschichte Komponente beinhaltete, war der damit einhergehende Herrschaftsanspruch nicht national, sondern (zumindest theoretisch) universal ausgerichtet.
In der folgenden Zeit diente als loser politischer Rahmen das Reich, als verbindende kulturelle Komponente die deutsche Sprache. Eine „deutsche Identität“ – die Idee, zu einer spezifischen, abgegrenzten Gemeinschaft zu gehören – entwickelte sich im allgemeinen Bewusstsein erst gegen Ende des 13. Jahrhunderts. Während in England und Frankreich mit ihren zentral organisierten Königsherrschaften die Tendenz zu „nationalen Königreichen“ neigte (wobei Benedict Anderson den Begriff Nation als „vorgestellte, begrenzte und souveräne Gemeinschaft“ erläutert), dominierte im von partikularen Grundstrukturen geprägten römisch-deutschen Reich die universale Reichsidee, wenngleich Begriffe wie deutsche Lande in späteren Quellen durchaus belegt sind. Erst im Spätmittelalter begannen deutsche Gelehrte wie z. B. Alexander von Roes und Lupold von Bebenburg sich Gedanken über die Rolle „der Deutschen“ im Gefüge Europas und einer politischen Identität (biologische Kategorien spielten hier keine Rolle) zu machen, was aus einer Position politischer Schwäche des Reiches geschah, wobei die Überlegungen weiterhin stark mit der Reichsidee verknüpft blieben. Nun erst setzte der Prozess einer langsamen politischen Identitätsbildung im eigentlichen Sinne ein.

## Frühmittelalter

### Zeit der späten Karolinger

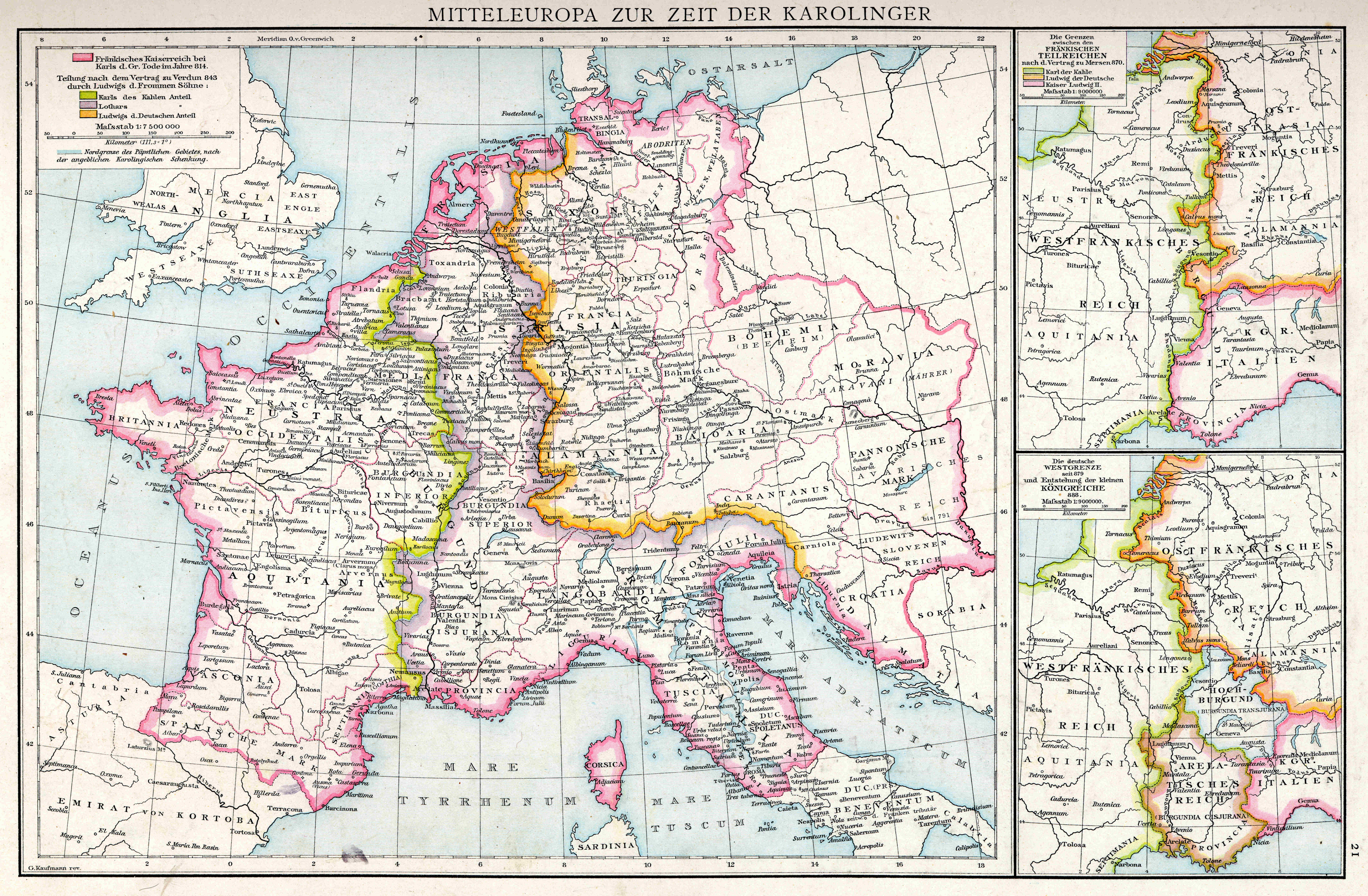
Das Karolingerreich zur Zeit Karls des Großen und die späteren Teilreiche

Karl der Große (reg. 768 bis 814) hatte die Grenzen des Frankenreichs stark erweitert, das zur neuen Großmacht neben Byzanz und dem Abbasiden-Kalifat aufstieg. Es umfasste den Kernteil der frühmittelalterlichen lateinischen Christenheit und war das bis dahin bedeutendste staatliche Gebilde im Westen seit dem Fall Westroms. Karl hatte für eine effektive Verwaltung gesorgt und eine umfassende Bildungsreform initiiert, die eine kulturelle Neubelebung des Frankenreichs zur Folge hatte. Politischer Höhepunkt seines Lebens war die zu Weihnachten des Jahres 800 erfolgte Kaiserkrönung. Dieses Ereignis schuf die Grundlage für das westliche mittelalterliche Kaisertum.
Nach Karls Tod im Januar 814 folgte ihm sein Sohn Ludwig der Fromme nach, den Karl bereits 813 zum Mitkaiser gekrönt hatte. Die ersten Regierungsjahre Ludwigs waren vor allem von seinem Reformwillen im kirchlichen und weltlichen Bereich geprägt. Ludwig bestimmte 817, dass nach seinem Tod eine Reichsteilung erfolgen sollte. Sein ältester Sohn Lothar sollte eine Vorrangstellung vor seinen anderen Söhnen Ludwig (in Bayern) und Pippin (in Aquitanien) erhalten. Eine schwierige Lage entstand jedoch, als Kaiser Ludwig 829 auch Karl, seinem Sohn aus seiner zweiten Ehe mit der am Hof einflussreichen Judith, einen Anteil am Erbe zusicherte. Bald entbrannte offener Widerstand gegen die Pläne des Kaisers. Mit der Erhebung der drei ältesten Söhne gegen Ludwig den Frommen im Jahr 830 begann die Krisenzeit des Karolingerreiches, die schließlich zu dessen Auflösung führte. Die Rebellion führte 833 zur Gefangennahme des Kaisers auf dem „Lügenfeld bei Colmar“, wobei das Heer Ludwigs zum Gegner überlief. Anschließend musste Ludwig einer demütigenden Bußhandlung zustimmen. 834 wandten sich jedoch mehrere Anhänger von Lothar ab, der sich nach Italien zurückzog. Während das Reich von außen zunehmend von Wikingern, slawischen Stämmen und sogar von Arabern bedrängt wurde, blieben die Spannungen im Inneren bestehen. Im Ostteil des Reiches hatte Ludwig der Deutsche seine Stellung gesichert, ähnlich wie Karl im Westen, so dass der Druck auf Kaiser Lothar stieg. Karl und Ludwig verbündeten sich gegen Lothar und besiegten ihn in der Schlacht von Fontenoy am 25. Juni 841. Im Februar 842 bekräftigten sie ihr Bündnis mit den Straßburger Eiden. Auf Drängen der fränkischen Adeligen kam es 843 zum Vertrag von Verdun: Karl regierte den Westen, Ludwig den Osten, während Lothar ein Mittelreich und Italien erhielt.
Die in diesem Zusammenhang in der Forschung oft diskutierte Frage nach den Anfängen der „deutschen“ Geschichte führt eher in die Irre, da es sich um einen längerfristigen, bis in das 11. Jahrhundert hinziehenden Prozess gehandelt hat; erst ab dem 10. Jahrhundert ist die Bezeichnung Regnum Teutonicorum gesichert nachweisbar. Offenbar grenzten sich jedoch die karolingischen Reichsteile bereits im 9. Jahrhundert immer mehr voneinander ab, die Reichseinheit konnte nur noch vorübergehend wiederhergestellt werden.
Nach Lothars Tod 855 erbte sein ältester Sohn Lothar II. das Mittelreich. Nach dessen Tod 869 kam es zum Konflikt zwischen Karl und Ludwig um das Erbe, was 870 zur Teilung im Vertrag von Meerssen führte. Damit formierten sich endgültig das West- und das Ostfrankenreich, während in Italien von 888 bis 961 separat Könige regierten. Unter Karl III., der 881 die Kaiserkrone errang und seit 882 über ganz Ostfranken herrschte, war das gesamte Imperium für wenige Jahre noch einmal vereint, als er 885 auch die westfränkische Königskrone erwarb. Doch blieb diese Reichseinigung eine Episode. In der „Regensburger Fortsetzung“ der Annalen von Fulda ist zum Jahr 888 abschätzig vermerkt, nach dem Tod Karls (im Januar 888) hätten viele reguli (Kleinkönige) in Europa nach der Macht gegriffen, wobei Arnulf, ein Neffe Karls III., in Ostfranken herrschte (reg. 887–899). Der Zusammenbruch des Karolingerreichs wurde unübersehbar.
Im Osten starb der letzte Karolinger Ludwig das Kind im Jahr 911; ihm folgte Konrad I. nach. Konrad war bemüht, Ostfranken zu stabilisieren, wobei er sich gegen den mächtigen Adel behaupten und gleichzeitig die Ungarn abwehren musste, die wenige Jahre zuvor ein Reich gegründet hatten. In Westfranken traten nach 987 die Kapetinger hervor, die anschließend bis ins 14. Jahrhundert die französischen Könige stellten. West- und Ostfranken waren nun endgültig voneinander getrennte Reiche.

### Zeit der Ottonen (Liudolfinger)

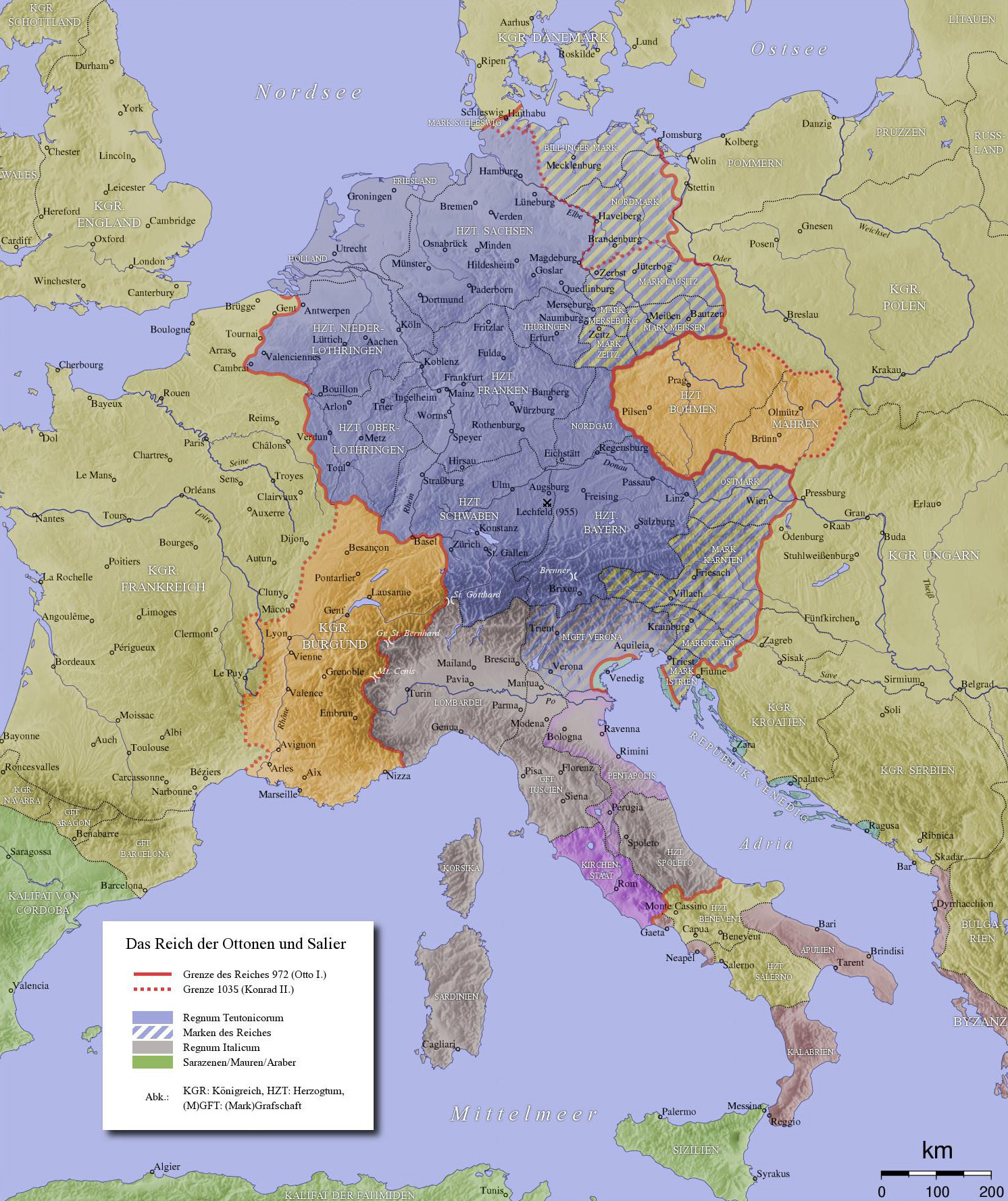
Ostfränkisches Reichsgebiet in ottonischer Zeit

Nach dem Tod des ostfränkischen Königs Konrad im Jahr 919 bestieg mit Heinrich I. das erste Mitglied des sächsischen Hauses der Liudolfinger („Ottonen“) den ostfränkischen Königsthron; sie konnten sich in der Folgezeit bis 1024 im Reich behaupten. In der neueren Forschung wird zwar die Bedeutung der Ottonenzeit für die Ausformung Ostfrankens betont, sie gilt aber nicht mehr als Beginn der eigentlichen „deutschen“ Geschichte. Der damit verbundene komplexe Prozess zog sich vielmehr mindestens bis ins 11. Jahrhundert hin.
Heinrich I. sah sich mit zahlreichen Problemen konfrontiert. Die an karolingischen Mustern orientierte Herrschaftsausübung stieß an ihre Grenzen, zumal nun die Schriftlichkeit, ein entscheidender Verwaltungsfaktor, stark zurückging. Gegenüber den Großen des Reiches scheint Heinrich, wie mehrere andere Herrscher nach ihm, eine Form der konsensualen Herrschaftspraxis betrieben zu haben. Dennoch blieben Schwaben und Bayern bis um das Jahr 1000 königsferne Regionen, in denen der Einfluss des Königtums schwach ausgeprägt war. Das Reich befand sich weiterhin im Abwehrkampf gegen die Ungarn, mit denen 926 ein Waffenstillstand geschlossen wurde. Heinrich nutzte die Zeit und ließ die Grenzsicherung intensivieren; auch gegen die Elbslawen und gegen Böhmen war der König erfolgreich. 932 verweigerte er die Tributzahlungen an die Ungarn; 933 schlug er sie in der Schlacht bei Riade. Im Westen hatte Heinrich den Anspruch auf das zwischen West- und Ostfranken umstrittene Lothringen zunächst 921 aufgegeben, bevor er es 925 gewinnen konnte.
In der Regierungszeit von Heinrichs Sohn Ottos I. (reg. 936–973) sollte das Ostfrankenreich eine hegemoniale Stellung im lateinischen Europa einnehmen. Otto erwies sich als energischer Herrscher, seine Herrschaftsausübung war allerdings nicht unproblematisch, denn er wich von der konsensualen Herrschaftspraxis seines Vaters ab. Bisweilen verhielt sich Otto rücksichtslos und geriet mehrfach in Konflikt mit engen Verwandten. Otto gelang es, gegen die Ungarn eine Abwehr zu organisieren und sie 955 in der Schlacht auf dem Lechfeld vernichtend zu schlagen. Sein Ansehen im Reich wurde durch diesen Erfolg erheblich gesteigert. Im Osten errang er Siege über die Slawen, womit die elbslawischen Gebiete (Sclavinia) verstärkt in die ottonische Politik eingebunden wurden. Otto trieb die Errichtung des Erzbistums Magdeburg voran, was ihm 968 endgültig gelang. Ziel war die Slawenmission im Osten und die Ausdehnung des ostfränkischen Herrschaftsbereichs, wozu nach karolingischem Vorbild Grenzmarken errichtet wurden. Er wurde am 2. Februar 962 in Rom vom Papst zum Kaiser gekrönt, im Gegenzug bestätigte er die Rechte und Besitzungen der Kirche. Das an die antike römische Kaiserwürde angelehnte westliche Kaisertum wurde nun mit dem ostfränkischen (bzw. römisch-deutschen) Königtum verbunden. Außerdem wurden weite Teile Ober- und Mittelitaliens dem ostfränkischen Reich angegliedert (Reichsitalien). Im Inneren stützte sich Otto, wie generell viele frühmittelalterlichen Herrscher, für Verwaltungsaufgaben vor allem auf die Kirche. Beim Tod Ottos am 7. Mai 973 war nach schwierigen Anfängen das Reich konsolidiert und das Kaisertum wieder ein politischer Machtfaktor.

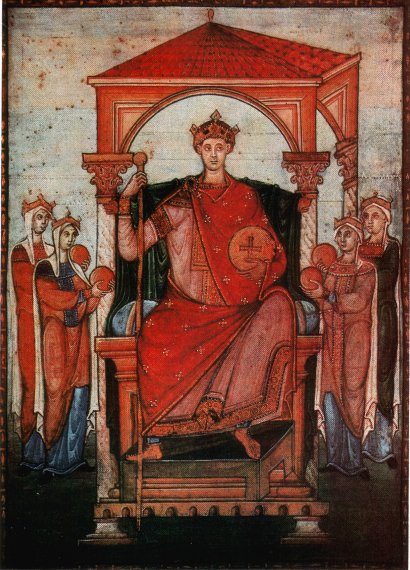
Gregormeister: Kaiser Otto II., Einzelblatt aus dem Registrum Gregorii, Trier, nach 983

Ottos Sohn Otto II. (reg. 973–983) war bereits sehr jung 961 zum Mitkönig und 967 zum Mitkaiser gekrönt worden. Im April 972 hatte er die gebildete byzantinische Prinzessin Theophanu geheiratet. Otto war selbst gleichfalls gebildet und wie bei seiner Ehefrau Theophanu galt sein Interesse auch geistigen Angelegenheiten. Im Norden wehrte er Angriffe der Dänen ab, während in Bayern Heinrich der Zänker (ein Verwandter des Kaisers) erfolglos gegen ihn agierte. Im Westen kam es zu Kampfhandlungen mit Westfranken (Frankreich), bevor 980 eine Übereinkunft erzielt werden konnte. Otto plante, anders als noch sein Vater, die Eroberung Süditaliens, wo Byzantiner, Langobarden und Araber herrschten. Ende 981 begann der Feldzug, doch erlitt das kaiserliche Heer im Juli 982 eine vernichtende Niederlage gegen die Araber in der Schlacht am Kap Colonna. Otto gelang nur mit Mühe die Flucht. Im Sommer 983 plante er einen erneuten Feldzug nach Süditalien, als sich unter Führung der Liutizen Teile der Elbslawen erhoben (Slawenaufstand von 983) und somit die ottonische Missions- und Besiedlungspolitik einen schweren Rückschlag erlitt. Noch in Rom starb der Kaiser am 7. Dezember 983, wo er auch beigesetzt wurde.
Die Nachfolge trat sein gleichnamiger Sohn an, Otto III. (reg. 983–1002), der noch vor dem Tod seines Vaters als nicht ganz Dreijähriger zum Mitkönig gewählt worden war. Aufgrund seines jungen Alters übernahm zunächst seine Mutter Theophanu, nach deren Tod 991 dann bis 994 seine Großmutter Adelheid von Burgund die Regentschaft. Der für seine Zeit hochgebildete Herrscher umgab sich im Laufe der Zeit mit Gelehrten, darunter Gerbert von Aurillac. Otto interessierte sich besonders für Italien; er griff mehrmals in Italien ein und intervenierte auch im Konflikt des Papsttums mit den einflussreichen stadtrömischen Kreisen. Der Kaiser strebte im Zusammenspiel mit dem Papst eine kirchliche Reform an und hatte bei den Papsternennungen dieser Zeit großen Einfluss. Otto hielt sich längere Zeit in Italien auf und starb dort Ende Januar 1002.
Nachfolger Ottos III. wurde Heinrich II. (reg. 1002–1024), der aus der bayerischen Nebenlinie der Ottonen stammte und dessen Herrschaftsantritt umstritten war. Heinrich II. setzte andere Schwerpunkte als sein Vorgänger und konzentrierte sich vor allem auf die Herrschaftsausübung im nördlichen Reichsteil, wenngleich er dreimal nach Italien zog. Auf seinem zweiten Italienzug 1014 wurde er in Rom zum Kaiser gekrönt. Im Süden kam es 1021/22 auch zu Auseinandersetzungen mit den Byzantinern, die letzten Endes ergebnislos verliefen und dem Kaiser keinen Gewinn einbrachten. Im Osten führte er vier Feldzüge gegen Bolesław von Polen, bevor 1018 der Frieden von Bautzen geschlossen wurde. Im Inneren präsentierte sich Heinrich als ein von der sakralen Würde seines Amtes durchdrungener Herrscher. Er gründete das Bistum Bamberg und begünstigte die Reichskirche, wobei Königsherrschaft und Kirche im Reich eng verzahnt agierten. Seine Ehe blieb kinderlos, statt der Ottonen traten die Salier die Königsherrschaft an.

## Hochmittelalter

### Salier

#### Konrad II. und Heinrich III.

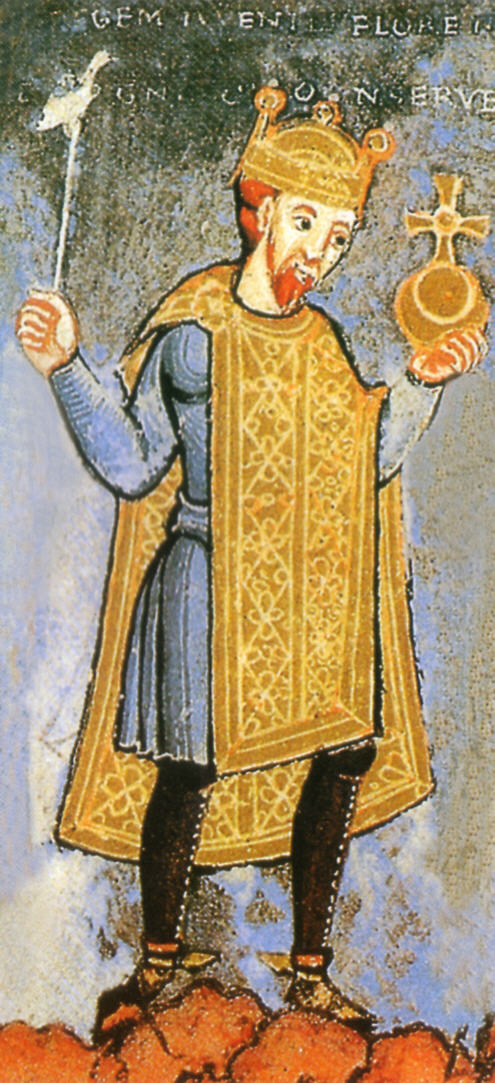
Heinrich III.

1024 wählten die deutschen Fürsten den Salier Konrad II. zum König. Konrad erwarb 1032/33 das Königreich Burgund (später auch als Arelat bezeichnet), so dass das römisch-deutsche Reich nun aus drei Reichsteilen bestand: Den nordalpinen (deutschen) Reichsteil, Reichsitalien und Burgund. Das mittelalterliche Imperium stand auf dem Höhepunkt seiner Macht. Konrad II. unterstützte die kirchlichen Reformen und förderte die Stadt Speyer, die unter den salischen Herrschern eine besondere Bedeutung erlangte.
Konrads Sohn Heinrich III. betrieb eine ähnliche Politik im kirchlichen Bereich und griff auch zu Gunsten des Papstes in Rom ein. Auf der Synode von Sutri setzte er 1046 die drei rivalisierenden Päpste ab und erließ kurz darauf auch ein Verbot der Simonie. Die Investitur von Bischöfen und Äbten übte er weiter selbst aus; generell wurde die Reichskirche unter Heinrich III. noch stärker in die Herrschaftskonzeption eingebunden und die sakrale Komponente der Königsherrschaft besonders betont. Heinrich erreichte die Lehnsherrschaft des Reiches über Böhmen, Polen und Ungarn. Im Inneren formierten sich jedoch oppositionelle Kräfte (so in Lothringen, Sachsen und Süddeutschland), die mit der Herrschaftsführung Heinrichs unzufrieden waren. Heinrichs Regierungszeit scheint in gewisser Weise sowohl Höhepunkt als auch Beginn einer Krisenzeit der salischen Herrschaft gewesen zu sein.

#### Investiturstreit
Heinrich IV. bestieg sehr jung den Königsthron. Während seiner Unmündigkeit nutzten mehrere Große die politische Lage zu ihren Gunsten aus, wodurch die Königsherrschaft Schaden erlitt. Heinrich zog Ministeriale heran und bemühte sich, den fürstlichen Einfluss einzudämmen. Sein Eingreifen in Sachsen führte jedoch zu militärischen Auseinandersetzungen. Fast gleichzeitig eskalierte der sogenannte Investiturstreit.
1073 wurde der Kirchenreformer Gregor VII. neuer Papst. Heinrich IV. setzte sich über das Verbot der Laieninvestitur hinweg, so dass es schließlich zum Konflikt zwischen Imperium und Papsttum kam, wobei in diesem Zusammenhang mehrere Streitschriften entstanden. Gregor bestrafte den König 1076 mit der Exkommunikation, womit er Heinrich aus der Gemeinschaft der Gläubigen ausschloss. Mehrere deutsche Fürsten verbündeten sich nun gegen den König. Um einer Absetzung zu entgehen, erreichte Heinrich IV. im berühmten Gang nach Canossa 1077 die Lösung des Kirchenbannes.
Die Unzufriedenheit mehrerer Großer mit Heinrichs Politik blieb jedoch bestehen. Mit Rudolf von Rheinfelden und (nach Rudolfs Tod im Kampf) mit Hermann von Salm wurden zwei Gegenkönige erhoben, doch Heinrich konnte sich gegen beide durchsetzen. Der Konflikt zwischen Heinrich und Gregor spitzte sich wieder zu, doch Heinrich konnte mehrere weltliche und geistliche Fürsten auf seine Seite ziehen, sodass Heinrichs erneute Bannung im Jahr 1080 wirkungslos blieb. Er ließ sich 1084 in Rom zum Kaiser krönen und setzte Papst Gregor VII. ab, der im Exil starb. Heinrich konnte sich 1088 mit den Sachsen und später mit weiteren Großen verständigen, doch bald darauf kam es wieder zu Konflikten im Reich.
Sein Sohn Heinrich V. verbündete sich schließlich mit den Fürsten gegen den eigenen Vater und erreichte 1105 die Absetzung des Kaisers. Unter Heinrich V. kam es 1122 im Wormser Konkordat zum Ausgleich mit der Kirche und der Beendigung des Investiturstreits. Doch wie sein Vater sah sich auch Heinrich V. mit mehreren Konflikten im Reich konfrontiert. Nachdem er zunächst im Konsens mit den Großen agiert hatte, änderte Heinrich 1111 seine Politik und betonte wieder die Königsherrschaft. Heinrich sah sich jedoch schließlich gezwungen einzulenken, auf fürstlichen Druck kehrte er 1121 zur konsensualen Herrschaftsordnung zurück.

### Staufer

#### Konrad III.

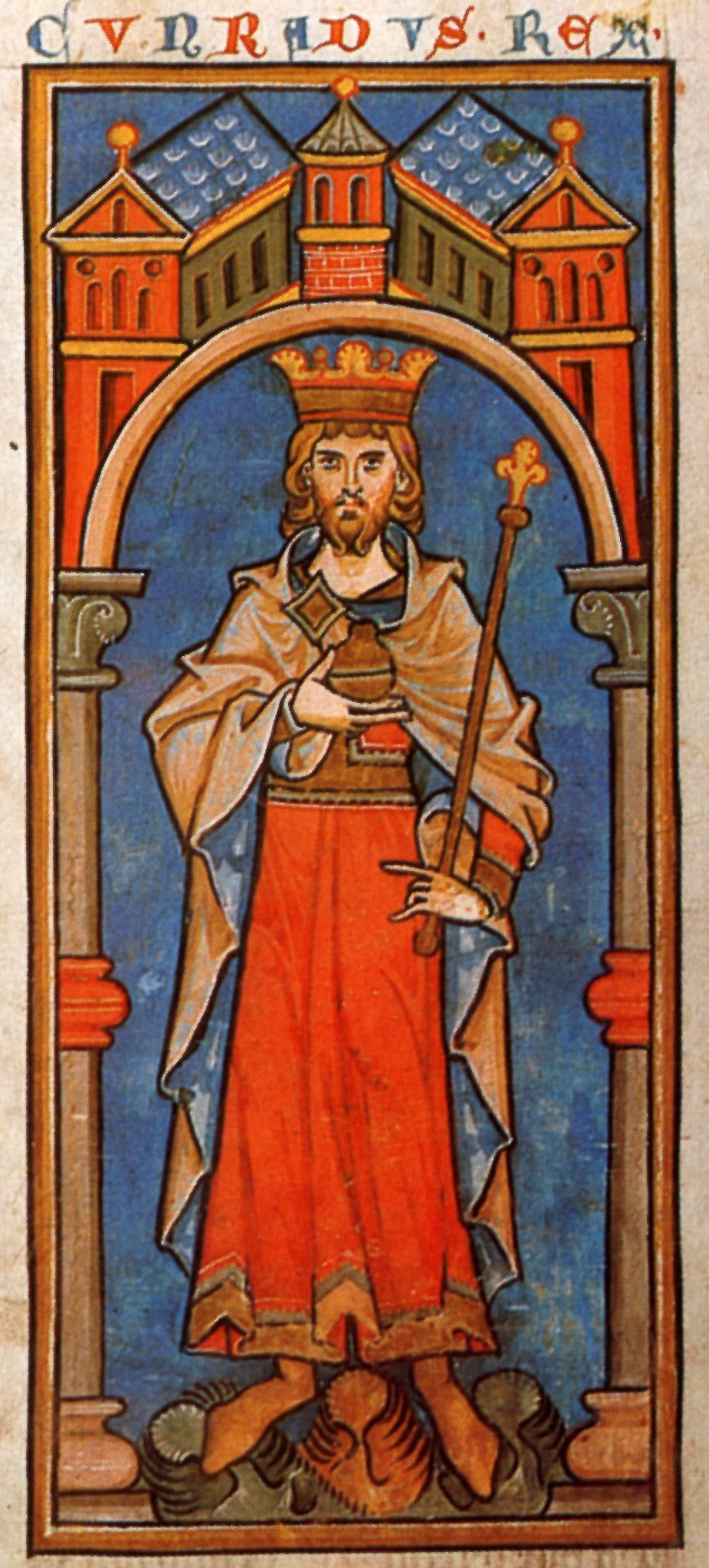
Konrad III.

Als mit Heinrich V. 1125 der letzte Salier starb, wählten die Fürsten den eher schwachen Sachsenherzog Lothar III. von Supplinburg zum König. Damit nahmen die Fürsten wieder ihr traditionelles Wahlrecht in Anspruch. Ein Teil der Fürsten, die mit der Wahl Lothars III. nicht einverstanden waren, entschieden sich für den Staufer Konrad III., der bis 1135 Gegenkönig blieb. Nach dem Tod Lothars 1138 wurde Konrad III. schließlich König.
Konrad III. erkannte dem Welfen Heinrich dem Stolzen die Herzogtümer Bayern und Sachsen ab, doch die in Sachsen eingesetzten Askanier konnten sich nicht behaupten, so dass der Sohn Heinrich des Stolzen, Heinrich der Löwe, 1142 das Herzogtum Sachsen wieder erhielt. Auch in Bayern kam es zu Kämpfen. Konrad wurde zudem nach dem Zweiten Kreuzzug immer mehr in die europäische Außenpolitik verstrickt.

#### Friedrich I. Barbarossa

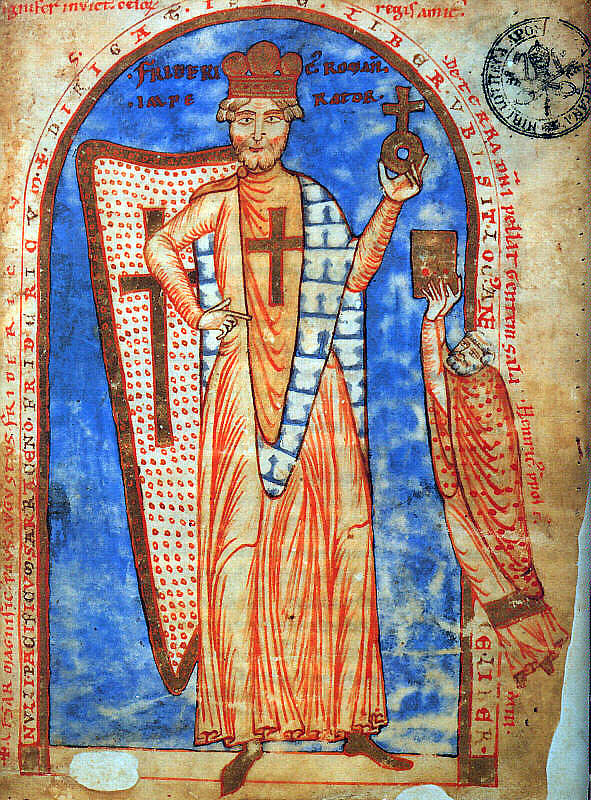
Friedrich I.

Konrads Neffe Friedrich I. wurde 1152 neuer König. Er strebte eine Kooperation mit seinem Vetter an, dem Welfen und Sachsenherzog Heinrich dem Löwen, der 1156 mit dem um Österreich verkleinerten Herzogtum Bayern belehnt wurde. Im Vertrag von Konstanz 1153 wurde ein Ausgleich mit dem Papst erzielt, wodurch Friedrich seine Kaiserkrönung 1155 erreichte. Friedrich betonte den Honor Imperii, womit die Wahrung von Reichsrechten verbunden war. Im Konflikt mit den nach mehr Selbständigkeit strebenden lombardischen Städten war er zunächst erfolgreich. Nach einem Aufstand ließ er 1162 Mailand völlig zerstören, doch flammten die Kämpfe später wieder auf.
Als Alexander III. Papst wurde und nicht der von Friedrich favorisierte Viktor IV., begann der Kampf um die Vorherrschaft zwischen Kaiser und Papst erneut. Alexander exkommunizierte Friedrich, nachdem auf der Synode von Pavia von einem prokaiserlichen Gremium Viktor als legitimer Papst anerkannt worden war. Friedrich I. begab sich 1166 auf seinen vierten Italienzug, um die Wahl Viktors militärisch durchzusetzen. 1167 eroberte das kaiserliche Heer Rom, musste die Stadt aber wegen einer Malariaepidemie verlassen. Die norditalienischen Städte schlossen sich daraufhin zum Lombardenbund zusammen und verbündeten sich mit Alexander III. Vor Friedrichs fünftem Italienfeldzug versagten ihm mehrere Fürsten die Waffenhilfe. 1176 unterlag Friedrich I. bei Legnano den Mailändern. Er musste deshalb im Frieden von Venedig Alexander III. als Papst anerkennen. Im Gegenzug erreichte er die Lösung des Banns. Der Friede von Konstanz mit dem Lombardenbund im Jahr 1183 zwang Friedrich zu mehreren Kompromissen, jedoch bedeutete der Friedensvertrag auch ein Ende der Kampfhandlungen in Reichsitalien.

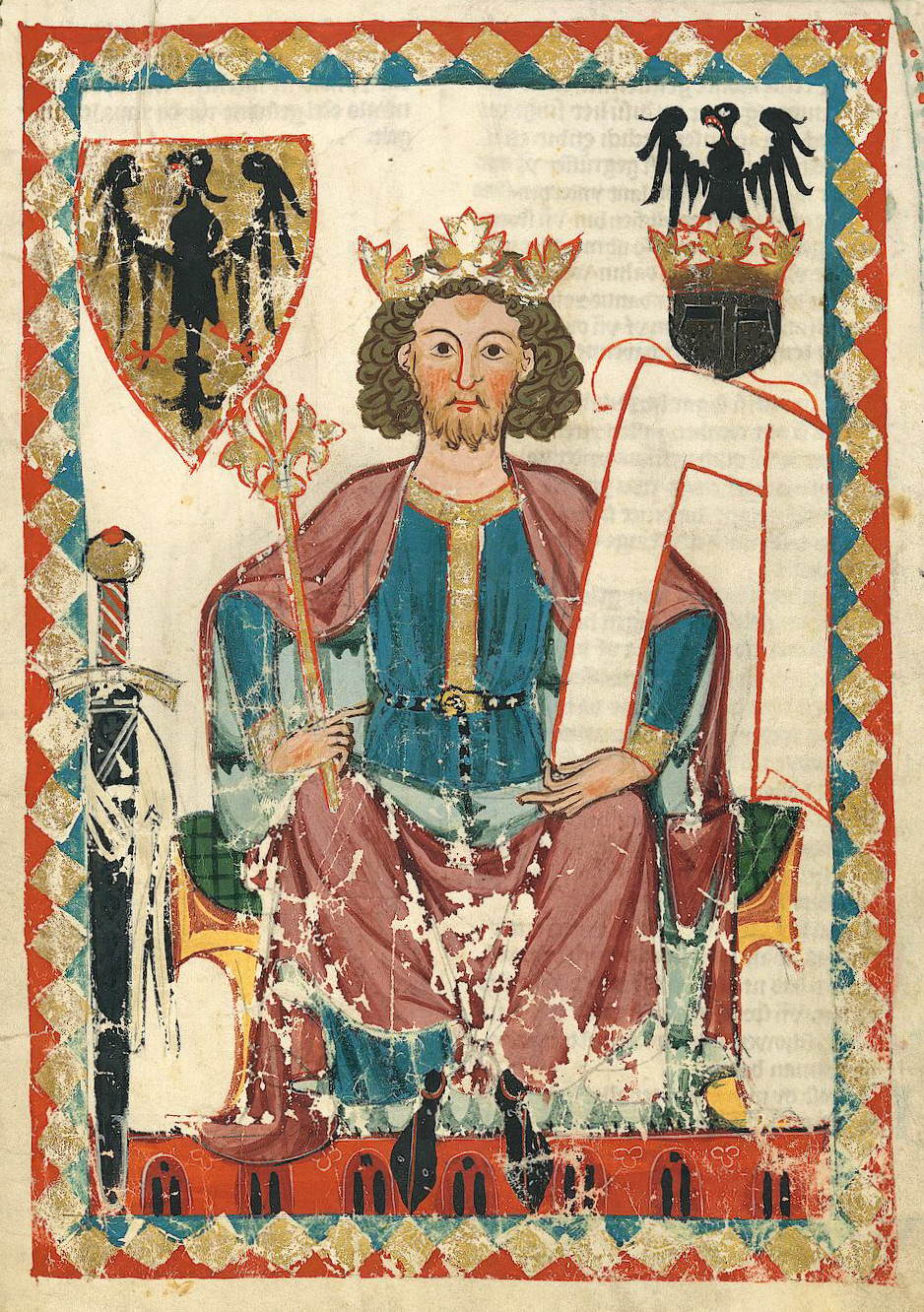
Heinrich VI. (Codex Manesse, um 1300)

1180 ließ Friedrich I. den immer mächtiger werdenden Heinrich den Löwen, der zudem die Italienpolitik des Kaisers nicht mehr unterstützte, ächten und entzog ihm seine Herzogtümer sowie seine Lehnsherrschaften in Mecklenburg und Pommern. Das Herzogtum Bayern wurde an die Wittelsbacher vergeben, Sachsen wurde aufgeteilt. 1183 schloss Friedrich Frieden mit den Lombarden, wenngleich der Staufer seine früheren politischen Ziele nicht durchsetzen konnte und einen Kompromiss eingehen musste. So konnte er 1186 die Krönung seines Sohnes Heinrich mit der Krone der Lombardei erreichen. Ab 1187 übernahm Friedrich I. die Führung der Kreuzfahrerbewegung. Er starb 1190 während des 3. Kreuzzugs in Kleinarmenien.

#### Heinrich VI. und der Thronkampf
Friedrichs Sohn Heinrich VI. war mit der normannischen Prinzessin Konstanze verheiratet, der Erbin des Königreichs Sizilien, das auch Unteritalien umfasste. 1194 nahm Heinrich das Königreich Sizilien in Besitz. Damit erreichte das Reich einen Höhepunkt seiner Ausdehnung. Heinrich betrieb auch eine ambitionierte Mittelmeerpolitik, sein Versuch, das Reich in eine Erbmonarchie umzugestalten, scheiterte jedoch. Als Heinrich VI. 1197 mit 32 Jahren an einer Seuche starb, kam es 1198 zu einer Doppelwahl des Staufers Philipp von Schwaben und des Welfen Otto IV.
Papst Innozenz III. favorisierte Otto, doch gelang es Philipp, diesen nach und nach zu isolieren. Nach der Ermordung Philipps 1208 wurde Otto IV. schließlich dennoch König. Als er jedoch Anspruch auf Sizilien erhob, wurde er 1210 gebannt. Der Papst unterstützte nun den Staufer Friedrich, den Sohn Heinrichs VI. Die folgende Auseinandersetzung zwischen Welfen und Staufern wurde 1214 durch die Schlacht bei Bouvines zugunsten Friedrichs II. entschieden.

#### Friedrich II. und das Ende der Staufer

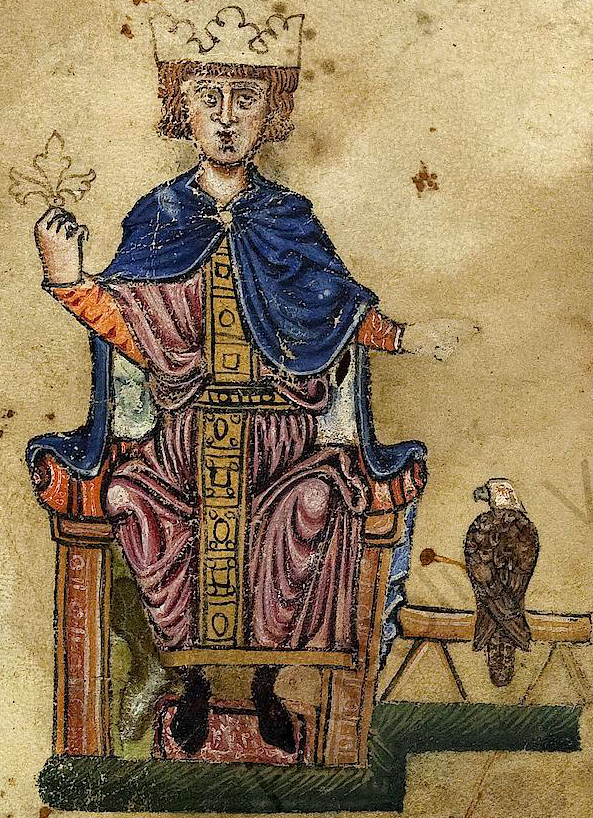
Friedrich II.

Friedrich II. regierte sein Reich von seiner Heimat Sizilien aus, während im deutschen Reichsteil die weltlichen und geistlichen Landesherren erstarkten. 1220 wurde Friedrich zum Kaiser gekrönt. Er ließ seinen minderjährigen Sohn Heinrich zum römisch-deutschen König wählen, die Regierung dort überließ er Vertrauten, die die Vormundschaft über Heinrich ausübten. Er selbst widmete sich anschließend der Stabilisierung des Königreichs Sizilien, wo er über wesentlich mehr Macht und über einen effektiv organisierten Staatsapparat verfügte. Friedrich, der selbst durchaus gebildet war und sich auch für Kultur interessierte, kam nur noch einmal nach Deutschland, als er 1235 seinen Sohn Heinrich absetzte und dessen Bruder Konrad IV. wählen ließ.
Ende der 1220er Jahre kam es zum Machtkampf zwischen dem Kaiser und Papst Gregor IX. Wegen eines nicht schnell genug erfüllten Kreuzzugsversprechens bannte der Papst den Kaiser 1227. Dennoch begab sich Friedrich ins heilige Land und erreichte 1229 die kampflose Übergabe Jerusalems. Zurück in Italien bekämpfte er erfolgreich die päpstlichen Invasionstruppen und wurde schließlich vom Bann gelöst. Die Spannungen blieben jedoch bestehen, die schließlich 1239 zu einer erneuten Bannung durch Papst Gregor führten. Der Konflikt wurde auch mit propagandistischen Mitteln geführt und weitete sich auf Reichsitalien aus, wo Friedrich seinen Herrschaftsanspruch gegenüber aufständischen lombardischen Städten durchzusetzen versuchte. Die Auseinandersetzung zwischen Kaiser und Papst setzte sich auch fort, als Innozenz IV. neuer Papst wurde. Innozenz erklärte den Kaiser 1245 sogar für abgesetzt, doch Friedrich konnte sich behaupten. Mit militärischen Mitteln ging er gegen die oberitalienischen Städte vor. Bevor es jedoch zu einer endgültigen militärischen Entscheidung kommen konnte, verstarb Friedrich II. im Dezember 1250. Er sollte der letzte römisch-deutsche Kaiser für über 60 Jahre sein.
Die staufische Herrschaft war im deutschen Reichsteil bereits beim Tod Friedrichs nicht mehr haltbar. Konrad IV. konnte die Herrschaft im Königreich Sizilien antreten und sich dort behaupten, doch verstarb er bereits 1254. Der Kampf des Papstes mit Hilfe des französischen Grafen Karl von Anjou gegen die Staufer tobte in den folgenden Jahren weiter, wobei die Staufer 1266 Sizilien verloren. 1268 wurde der letzte Staufer, der sechzehnjährige Konradin, in Neapel öffentlich hingerichtet.

## Spätmittelalter

### Vom Interregnum und bis zur Erneuerung des Kaisertums
Das Spätmittelalter (ca. 1250 bis 1500) wird in der neueren Forschung im Gegensatz zur älteren Lehrmeinung nicht mehr als Niedergangszeit begriffen. Die Zeit bis ins späte 14. Jahrhundert war stark vom Wahlkönigtum geprägt: Drei große Familien, die Habsburger, die Luxemburger und die Wittelsbacher, verfügten über den größten Einfluss im Reich und über die größte Hausmacht.
Nach Aussterben der Staufer verfiel die (allerdings ohnehin nicht stark ausgeprägte) Königsmacht. Während des sogenannten Interregnums von 1250 bis 1273 herrschten im Reich teils mehrere Könige gleichzeitig, doch konnte sich keiner von ihnen im gesamten Reich durchsetzen. Eine Folge davon war die weitere Schwächung des römisch-deutschen Königtums. Das spätmittelalterliche Königtum konnte sich nur noch auf ein verringertes Reichsgut stützen (auch aufgrund der Zunahme von Reichspfandschaften, vor allem im 14. Jahrhundert). Die folgenden Könige musste zur Machtsicherung versuchen, ihre eigene Hausmacht zu erweitern (Hausmachtpolitik). Die Landesherren hingegen erstarkten weiter und genossen eine relativ starke Stellung gegenüber dem Königtum. Die Kurfürsten verfügten seit der zweiten Hälfte des 13. Jahrhunderts über ein exklusives Königswahlrecht; sie achteten bei der Königswahl darauf, dass der neue König ihre Rechte und Ansprüche respektierte. Zudem versuchten teilweise ausländische europäische Mächte, mit der Königswahl Einfluss auf die deutsche Politik zu nehmen (vor allem das Königreich Frankreich, so beispielsweise 1272/73 und 1308).
Das Interregnum wurde 1273 durch Rudolf von Habsburg beendet. Rudolf ebnete dem Haus Habsburg mit dem Erwerb von Österreich, Steiermark und der Krain den Weg zu einer der mächtigsten Dynastien im Reich. Ihm gelang auch eine gewisse Konsolidierung der Königsmacht, ohne allerdings die politischen Ansprüche der Kurfürsten einschränken zu können. Das verbliebene Reichsgut wurde geordnet und teils neu eingefordert, Rudolf errichtete zudem die Landvogteien. Trotz intensiver Verhandlungen mit dem Papsttum gelang es ihm aber nicht, die Kaiserkrone zu gewinnen.
Rudolfs Nachfolger, Adolf von Nassau und Albrecht I., standen im Konflikt mit den Kurfürsten, die Anspruch auf politische Mitwirkung stellten. Adolf von Nassau versuchte ohne großen Erfolg in Thüringen Fuß zu fassen. Seine Politik führte schließlich zu seiner Absetzung von Seiten der Kurfürsten; Adolfs Versuch, diese Entscheidung zu revidieren, endete mit seinem Tod in der Schlacht von Göllheim 1298. Aber auch sein Nachfolger Albrecht I., ein Sohn Rudolfs von Habsburg, unterhielt kein gutes Verhältnis zu den Reichsfürsten, besonders nicht zu den rheinischen Kurfürsten. Ihnen war seine Hausmachtpolitik in Mitteldeutschland sowie seine Annäherung an Frankreich ein Dorn im Auge. Albrecht konnte sich zwar im Kampf behaupten, wurde aber am 1. Mai 1308 von einem Familienangehörigen umgebracht.
1308 wurde der Luxemburger Heinrich VII. zum König gewählt. Dieser pflegte ein gutes Verhältnis zu den Kurfürsten, von denen einer sein jüngerer Bruder Balduin von Trier war, einer der bedeutendsten Reichspolitiker des Spätmittelalters. Heinrich konnte 1310 seine Hausmacht um Böhmen erweitern und erlangte 1312 die Kaiserkrönung. Heinrich versuchte ein letztes Mal, das Kaisertum zu erneuern, doch starb er schon im August 1313. In Deutschland hatte er sich gegen die Expansion Frankreichs gestemmt und eine seltene Eintracht der großen Häuser erreicht.

### Zeit Ludwigs des Bayern und Karls IV.

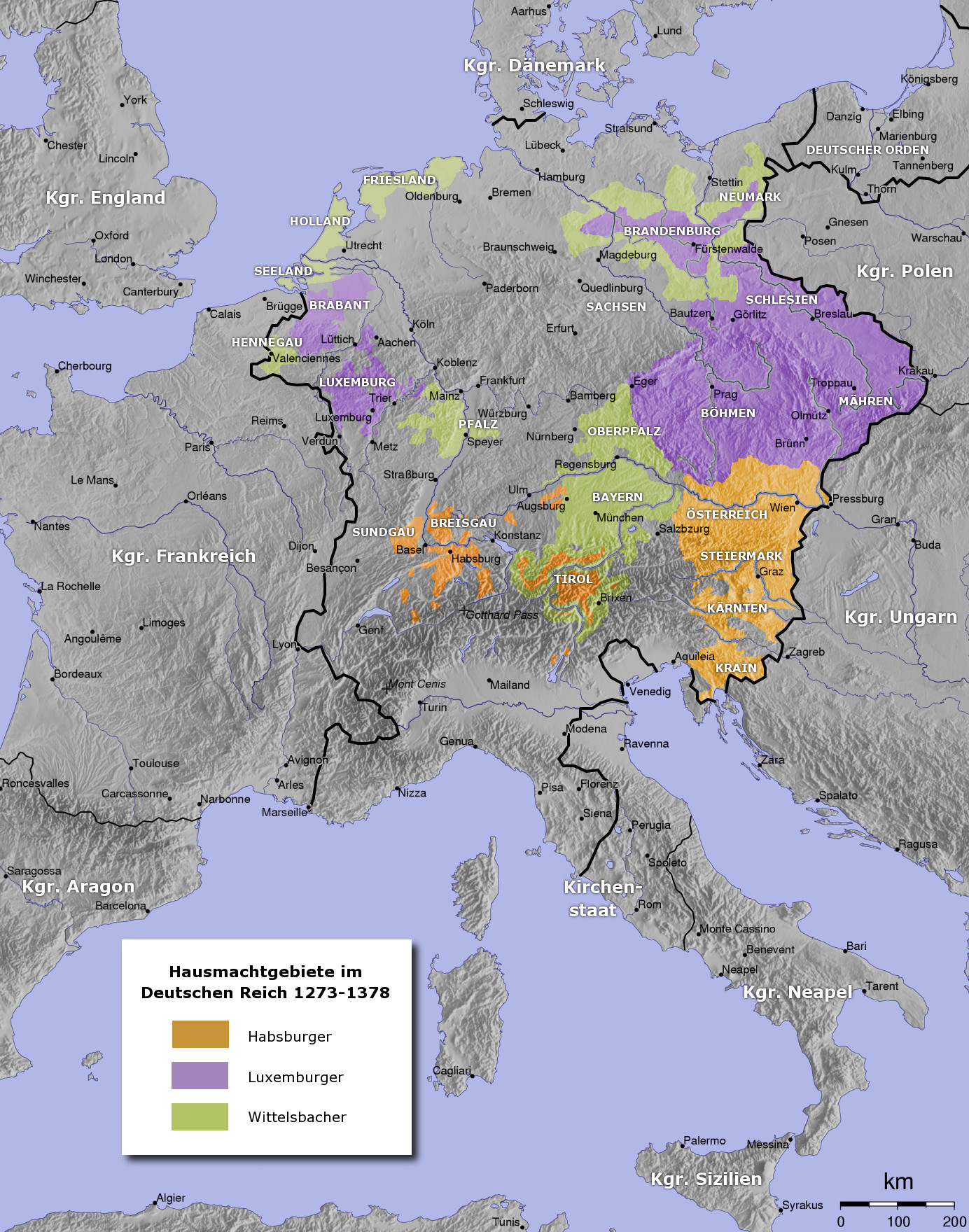
Das Heilige Römische Reich zur Zeit Karls IV.

1314 kam es nach dem Tod Heinrichs VII. zu einer Doppelwahl, doch setzte sich der Wittelsbacher Ludwig der Bayer als Nachfolger gegen Friedrich den Schönen aus dem Hause Habsburg durch. Ludwig stand jedoch bald im folgenschweren Konflikt mit dem Papst, der Ludwig die Approbation verweigerte. 1338 wurde jedoch im Kurverein von Rhense die Forderung nach einer Bestätigung der Königswahl durch den Papst zurückgewiesen. Die Kaiserkrönung 1328 musste ohne den Papst als Koronator stattfinden. In seiner Hausmachtspolitik erfolgreich, erwarb Ludwig die Mark Brandenburg, Tirol, Holland, Zeeland und Hennegau für das Haus Wittelsbach. Im Reich formierte sich jedoch eine kurfürstliche Opposition gegen Ludwig, die von den Luxemburgern angeführt wurde. 1346 wurde denn auch der Luxemburger Karl IV., der Enkel Heinrichs VII., zum König gewählt. Zu einer Konfrontation mit Ludwig kam es jedoch nicht mehr, da dieser bald darauf verstarb.
Karl IV., der als bedeutendster römisch-deutscher Herrscher des Spätmittelalters gilt, verlegte seinen Herrschaftsschwerpunkt nach Böhmen, dem Zentrum seiner Hausmacht. Karl gewann in seiner langen Regierungszeit (1346–1378) unter anderem die Mark Brandenburg und die Lausitzen zu seinem Hausmachtkomplex hinzu. Tatsächlich begründete Karl ein Königtum, welches fast ausschließlich Hausmachtpolitik betrieb. Dabei gab er teils Reichsansprüche auf und verpfändete große Teile des noch verfügbaren Reichsguts. Auf diese Weise war jeder nachfolgende König auf sein eigenes Hausgut angewiesen; Karl ging davon aus, dass dies seinem Haus am meisten nutzen würde, doch verkalkulierte er sich damit letztlich.
1348 wurde in Prag die erste deutschsprachige Universität im Heiligen Römischen Reich gegründet. 1355 erfolgt Karls Krönung zum Kaiser, doch vermied er es, die Italienpolitik seiner Vorgänger zu erneuern. Andererseits gab er so teils Reichsrechte (auch im Westen) auf, seine Politik während der Judenpogrome war ebenfalls problematisch, da er nicht zu deren Schutz ausreichend eingriff (wozu er im Rahmen des Judenregal durchaus verpflichtet war) und teils sogar von der Enteignung jüdischer Güter profitierte (so etwa 1349 in Nürnberg). Von besonderer Bedeutung war die Goldene Bulle von 1356; sie stellte bis zum Ende des Heiligen Römischen Reichs eine Art Grundgesetz dar.
Im 14. Jahrhundert führten Überbevölkerung, Missernten und Naturkatastrophen zu Hungersnöten. 1349/50 starb rund ein Drittel der Bevölkerung an der Pest, deren Folgen verheerend waren. Die Spätmittelalterliche Agrarkrise löste eine Landflucht aus. Es dauerte etwa 100 Jahre, bis die Bevölkerungszahl wieder den Stand vor der Pest erreichte. Dennoch war das Spätmittelalter keineswegs eine Niedergangs- oder Verfallszeit, da in diesem Zeitraum etwa die Städte und der Handel mit der expandierenden Hanse florierte, ebenso kam es zu grundlegenden politischen Strukturierungen, die für das Reich in der Folgezeit prägend wirkten.

### 15. Jahrhundert
Unter dem Nachfolger Karls verfiel die Königsmacht endgültig. Wenzel, der die Regierungsgeschäfte völlig vernachlässigte, wurde 1400 von den vier rheinischen Kurfürsten abgesetzt. Auch sein Nachfolger Ruprecht, der über keine ausreichenden Mittel verfügte, konnte diesen Verfall nicht aufhalten.
1411 wurde der Luxemburger Sigismund, ebenfalls ein Sohn Karls und bereits König von Ungarn, neuer König. Sigismund erreicht zwar 1433 die Kaiserkrönung, er war jedoch nicht in der Lage, das Königtum zu stabilisieren und den Verfallsprozess umzukehren. Eine angestrebte Reichsreform scheitert am Widerstand der Landesfürsten. Durch die Einberufung des Konzils von Konstanz konnte er allerdings das Abendländische Schisma beenden, was einen großen Erfolg Sigismunds darstellte, der ein gebildeter und intelligenter König war. Die Verurteilung und Hinrichtung von Jan Hus führte jedoch zu andauernden Kriegen gegen die Hussiten.
Mit dem Tode Sigismunds erlosch das Haus Luxemburg in männlicher Linie. Die Habsburger traten die Nachfolge an und stellten fortan die römisch-deutschen Könige. Doch weder Albrecht II. noch Friedrich III., der teils phlegmatisch agierte und mehr seine Besitztümer als das Reich im Auge hatte, konnten eine Reichsreform durchführen. Das Reich durchlief allerdings durchaus einen Struktur- und Verfassungswandel, wobei in einem Prozess „gestalteter Verdichtung“ (Peter Moraw) die Beziehungen zwischen den Reichsgliedern und dem Königtum enger wurden.
Friedrichs Sohn Maximilian I. gewann Teile des burgundischen Erbes für das Haus Habsburg, wenngleich dies der Beginn eines längeren Konfliktes mit Frankreich war, der auch in Oberitalien ausgetragen wurde. Maximilian war wegen der Türkenkriege und des Kampfes gegen Frankreich auf die Unterstützung der Reichsstände angewiesen. 1495 wurde auf dem Wormser Reichstag eine Reichsreform beschlossen. Maximilian nahm 1508 ohne päpstliche Krönung den Kaisertitel an und beendete damit die Zeit der Krönungszüge römisch-deutscher Könige nach Rom. Seine Heiratspolitik sicherte den Habsburgern Böhmen und Ungarn und die spanische Krone. Es war eine Zeitenwende. Habsburg stieg unter Karl V. zur Weltmacht auf, das Mittelalter ging zu Ende.